# Roger Vergé
Roger Vergé (* 7. April 1930 in Commentry, Département Allier; † 5. Juni 2015 in Mougins, Département Alpes-Maritimes) war ein französischer Koch und Gastronom sowie Kochbuchautor. Er prägte die „Nouvelle Cuisine“ mit.
Von 1969 bis 2003 betrieb er mit seiner Frau in Mougins das Restaurant Le Moulin de Mougins.

## Werke
- Ma Cuisine du Soleil, 1978
- Les Fêtes de Mon Moulin, 1993
- Les Legumes de Mon Moulin, 1997
- Les Tables de Mon Moulin, 1998
- Les Fruits de Mon Moulin, 1999